# Gameloft
Gameloft est une entreprise de développement et d'édition de jeux vidéo, appartenant au groupe Vivendi.
L'entreprise est fondée, en 1999 par Michel Guillemot, cofondateur de la société Ubisoft et frère de son PDG, Yves Guillemot. Gameloft compte 3 600 employés, répartis dans 18 studios à travers le monde.
Chaque jour, 2,5 millions de jeux Gameloft sont téléchargés dans plus de 100 pays, ce qui a fait de Gameloft, pendant plusieurs années, le premier éditeur en nombre de téléchargements sur iOS et Google Play selon le classement App Annie.
Le 6 septembre 2022, Gameloft lance sur PC et consoles l'accès anticipé de Disney Dreamlight Valley. Développé par le studio interne Gameloft Montréal, il marque un tournant pour le groupe, qui cherche à diversifier son activité avec des jeux PC/consoles,.
Disney Dreamlight Valley surpasse largement les attententes commerciales, le chiffre d’affaires de Gameloft a même bondi de 48 % sur la période juillet-septembre 2022 par rapport à l’année précédente.
En parallèle le jeu obtient globalement de bons retours, notamment sur Steam avec 90% de retours positifs.
À la suite de ce succès, Gameloft annonce continuer sa stratégie de jeux PC/consoles, en mettant dorénavant le marché des jeux mobiles en second plan.

## Activités
Fondé en 1999 par Michel Guillemot et ses quatre frères, leader dans le domaine des jeux à télécharger sur mobiles, Gameloft conçoit des jeux pour toutes les plateformes numériques : téléphones mobiles, smartphones, tablettes (incluant les technologies Apple iOS, Android et Windows), box triple play et TV connectées.
Gameloft possède ses propres franchises comme Asphalt, Modern Combat, Dungeon Hunter, Dragon Mania Legends, Gangstar, Order and Chaos, ou encore March of Empires. Gameloft développe également de nombreux jeux via des accords de partenariat noués avec de grands détenteurs de droits. Gameloft travaille notamment avec Disney/Pixar, Universal, Hasbro,Fox, Marvel et Sega, lui permettant d’associer certains de ses jeux aux plus grandes marques internationales du secteur : Spider-Man, Disney, Moi, moche et méchant, My Little Pony, Cars, L'Âge de glace, Sonic…
Gameloft possède un réseau de distribution complet : des accords directs avec plus de 175 opérateurs dans plus de 122 pays, avec toutes les grandes boutiques d'applications en ligne (dont l'App Store, Google Play, Windows Store et Amazon), les principaux fabricants de mobiles, smartphones et tablettes, des réseaux sociaux, et des fabricants de TV connectées et de boxes triple play.
Au début des années 2010, Gameloft est critiqué par la presse spécialisé pour ses copies de jeu sur support mobile. Thomas Méreur de Gamekult évoque dans un dossier intitulé Gameloft, maître de la copie ? un éditeur « passé maître dans l'art de l'inspiration outrancière ».
Le nom Gameloft SA apparaît dans la liste des Paradise Papers.

## Historique
En avril 2000, Gameloft acquiert 80 % du capital de L'Odyssée Interactive, société alors éditrice du site Jeuxvideo.com. Michel Guillemot, devient le gérant de L'Odyssée Interactive ainsi que l'administrateur de Jeuxvideo.com.
En 2002, Gameloft lance ses premiers jeux vendus sur mobile et connaît un rapide succès avec les titres, Block Breaker Deluxe, Prince of Persia et Chessmaster.
Dès 2003, plus de 100 téléphones sont supportés et l'entreprise est rentable.
Entre 2003 et 2006, Gameloft connait une importante croissance de plus de 100 % de CA par an. Ses équipes passent de 100 à 2 400 salariés durant cette période.
En 2004, Gameloft lance le premier opus de la franchise Asphalt. La même année, l'entreprise propose pour la première fois des jeux en 3D et du multijoueur en temps réel.
En mai 2006, Gameloft cède Jeuxvideo.com qui est racheté par le groupe publicitaire Hi-media à hauteur de 88 % du capital pour un montant de 22,87 millions d'euros.
En 2008, Gameloft amorce avec succès le virage du smartphone et de l'interface tactile. Gameloft sera la première société à lancer six jeux sur l’App Store d’Apple à son ouverture le 9 juillet 2008. Pour la première fois, le chiffre d'affaires annuel de la société dépasse la barre des 100 millions d'euros.
En 2009, Gameloft sort ses premiers jeux sur ses franchises Dungeon Hunter et Modern Combat.
En 2010, la société déploie ses jeux sur tablettes tactiles. Le 27 janvier 2010, Steve Jobs, le PDG d’Apple, invite Michel Guillemot et Gameloft à participer à la présentation officielle de l’iPad. Gameloft a été sélectionné par Apple pour développer le tout premier jeu supporté par l'iPad, N.O.V.A., utilisé lors de la présentation de la tablette afin de montrer ses possibilités au niveau vidéoludique.
Gameloft élargit sa cible, en 2011 et 2012, avec les jeux « free-to-play » sociaux tels que The Oregon Trail: American Settler, Fantasy Town ou Fashion Icon.
Durant le premier trimestre fiscal 2012, Gameloft connaît une hausse de 59 % des ventes de ses jeux sur smartphones et tablettes par rapport à la même période en 2011.
En 2013, la société connaît un succès avec le jeu Despicable Me: Minion Rush, téléchargé plus de 850 millions de fois depuis sa sortie.
En octobre 2015, Vivendi acquiert une participation de 10,2 %, et investit également dans Ubisoft. Cette arrivée au capital inquiète le conseil d'administration de Gameloft.
En février 2016, Vivendi lance une OPA, considérée comme hostile par le conseil d'administration de Gameloft, afin de s'en assurer le contrôle. Gameloft dépose un recours, qui sera rejeté.
Le 1er juin 2016, Vivendi prend le contrôle de 95,94 % du capital de l'entreprise,.
Vivendi détient 100 % du capital de Gameloft depuis le 26 juillet 2016,.
À la suite de ce rachat, le P.-D.G. et cofondateur Michel Guillemot démissionne. Stéphane Roussel est nommé pour le remplacer et restera en poste jusqu'en 2022.
Le 4 janvier 2023, Alexandre de Rochefort, jusqu'alors Directeur administratif et financier, est nommé Président-directeur général.
Des premières synergies avec les autres filiales du Groupe Vivendi ont vu le jour dès la première année de l'acquisition telles que le développement du jeu officiel de la franchise Paddington, Paddington Run, et la création d’un jeu promotionnel pour accompagner la candidature de Paris aux Jeux Olympiques de 2024, dont le groupe Vivendi est partenaire, Paris2024 Run, ou l’intégration de plusieurs musiques Universal dans le jeu Asphalt 8: Airborne.
Gameloft s’est classé pendant plusieurs années premier éditeur de jeux mobile en nombre de téléchargements sur iOS et Google Play selon le classement App Annie.

## Jeux développés et/ou édités
En 2017, 2,5 millions de jeux Gameloft étaient téléchargés chaque jour. L’entreprise dispose de près de 187 jeux sur Smartphones développés dans ses 20 studios de création.

## Direction de l'entreprise
- Alexandre de Rochefort : Président Directeur Général
- Baudouin Corman : Vice-Président Exécutif ventes et marketing
- Alexandre Pelletier-Normand : Vice-Président Exécutif production
- Hoang-Vi Klatchoian : Secrétaire Général et Vice-Président Exécutif administratif et financier

## Logo

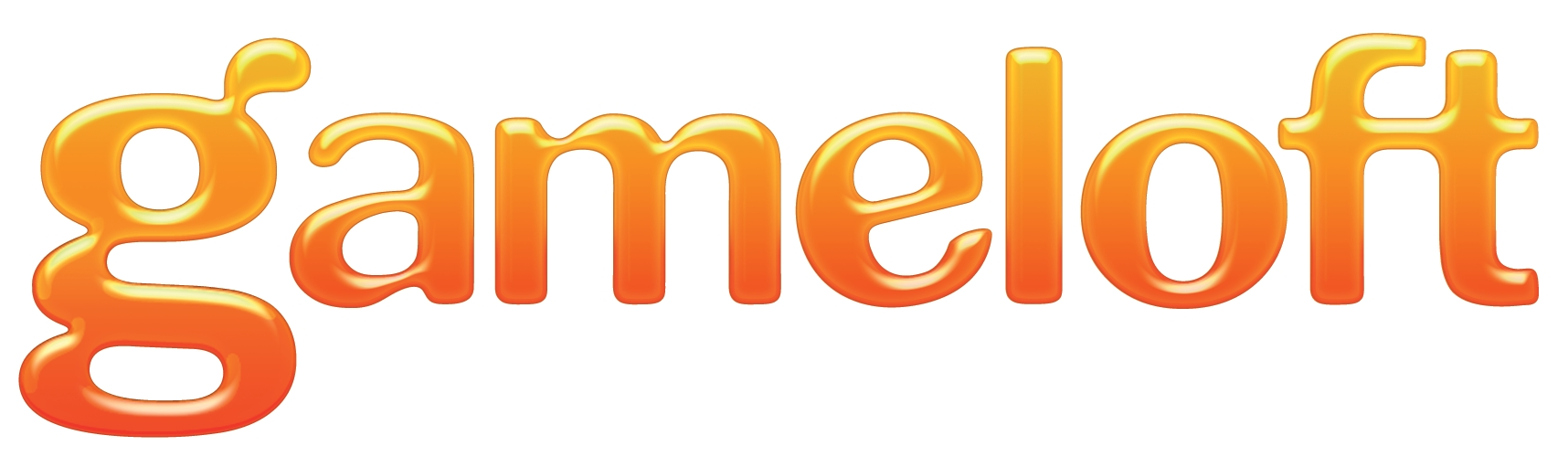
Logo de Gameloft de 1999 à 2010
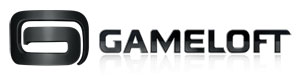
Logo de Gameloft depuis 2010
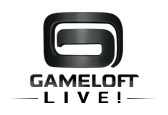
Logo de Gameloft Live! depuis 2010

## Données financières et boursières

### Données boursières
Gameloft était coté à la Bourse de Paris. En juin 2016, Vivendi détenait 95,94 % des actions. Le titre faisait partie des indices CAC Small, CAC Mid & Small, CAC All-tradable, il a été retiré le 26 juillet 2016 à la suite de l'OPA hostile de Vivendi.
| Années                                       | 2003 | 2004 | 2005 | 2006 | 2007 | 2008 | 2009 | 2010 | 2011 | 2012 | 2013 | 2014 |
| -------------------------------------------- | ---- | ---- | ---- | ---- | ---- | ---- | ---- | ---- | ---- | ---- | ---- | ---- |
| Nombre d'actions cotées en millions          |      |      |      |      |      | 73,6 | 74,7 | 75,1 | 77,1 | 81,8 | 84   | 87   |
| Capitalisation boursière en millions d'euros |      |      |      |      |      |      |      |      |      |      | 421  |      |

### Données financières
| Années                      | 2007   | 2008    | 2009    | 2010    | 2011    | 2012    | 2013    | 2014    | 2015    |
| --------------------------- | ------ | ------- | ------- | ------- | ------- | ------- | ------- | ------- | ------- |
| Chiffre d'affaires          | 96 071 | 110 332 | 121 972 | 140 958 | 164 357 | 208 315 | 233 296 | 227 279 | 256 175 |
| Résultat opérationnel       | -267   | 352     | 7 712   | 14 568  | 14 532  | 14 850  | 23 595  | -4 877  | -11 477 |
| Résultat net part du groupe | -4 080 | -1 809  | 5 972   | 13 566  | 18 225  | 9 280   | 7 526   | -6 355  | -24 177 |